# Alekseï Egorovitch Trupp
Alekseï Egorovitch Trupp, ou Aloys Egorovitch Trupp, (en langue russe : Алексей Егорович Трупп), né le 20 avril 1856, au vu  du Calendrier julien ou le 8 avril 1856 au titre du  calendrier gregorien à Kalnagals et assassiné par les bolcheviks le 17 juillet 1918 à Ekaterinbourg, est le dernier valet de pied de Nicolas II de Russie. Avant de servir le dernier tsar, il était colonel au sein de l'armée impériale russe.

## Biographie
Né dans le village de Kalnagals (aujourd'hui en Lettonie), Alekseï Egorovitch Trupp faisait partie de la petite suite qui accompagna les enfants impériaux, le tsarévitch Alexis et ses sœurs les grandes-duchesses Olga, Tatiana et Anastasia. Ils prirent un navire ensemble à Tobolsk et, arrivés à Tioumen, prirent le train pour Ekaterinbourg.
Il fut assassiné dans la nuit du 16 au 17 juillet 1918 avec la famille impériale, la femme de chambre Anna Stepanovna Demidova, le docteur Botkine et le cuisinier Ivan Kharitonov. 
Son corps fut dévêtu et jeté dans un puits de mine dans la forêt de Koptiaki.
Après l'identification des corps des victimes de la maison Ipatiev (1991-1998), il fut inhumé le 17 juillet 1998, en la cathédrale Pierre-et-Paul de Saint-Pétersbourg, aux côtés de Nicolas II, de la famille impériale et des membres de la suite impériale. 
On érigea une croix catholique au-dessus de sa sépulture, selon la religion d' Alekseï Egorovitch Trupp ; toutes les autres tombes eurent droit à des croix orthodoxes, selon la religion attribuée aux décédés.

## Canonisation
Alexeï Erogovitch Trupp fut canonisé en 1981 avec toutes les victimes de la maison Ipatiev par l'Église orthodoxe russe à l'étranger. La liste comprenait donc Nicolas II, son épouse, Alexandra Fiodorovna, ses enfants, le docteur Evgueni Sergueïevitch Botkine, la femme de chambre Anna Stepanovna Demidova et le cuisinier Ivan Kharitonov, y compris le catholique Trupp et Catherine Schneider, de confession luthérienne, assassinée à Perm le 4 septembre 1918. 
Mais, en 2000, le patriarche de Moscou de l'Église orthodoxe de Russie canonisa uniquement les membres de la famille impériale et les personnalités assassinées de confession orthodoxe russe, en tant que « victimes de la barbarie bolchevique » . Il refusa de canoniser les victimes non orthodoxes.

## Réhabilitation des victimes de la Maison Ipatiev
Le 8 juin 2009, le procureur général de Russie réhabilita Alekseï Egorovitch Trupp à titre posthume. « Toutes ces personnes ont été victimes de la répression sous la forme d'arrestation, de déportation et soumises à une surveillance des organes de la Guépéou sans raison », déclara le représentant de la Justice de la fédération de Russie.

## Les victimes de la Maison Ipatiev

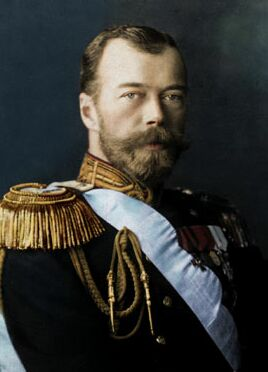
Nicolas II.
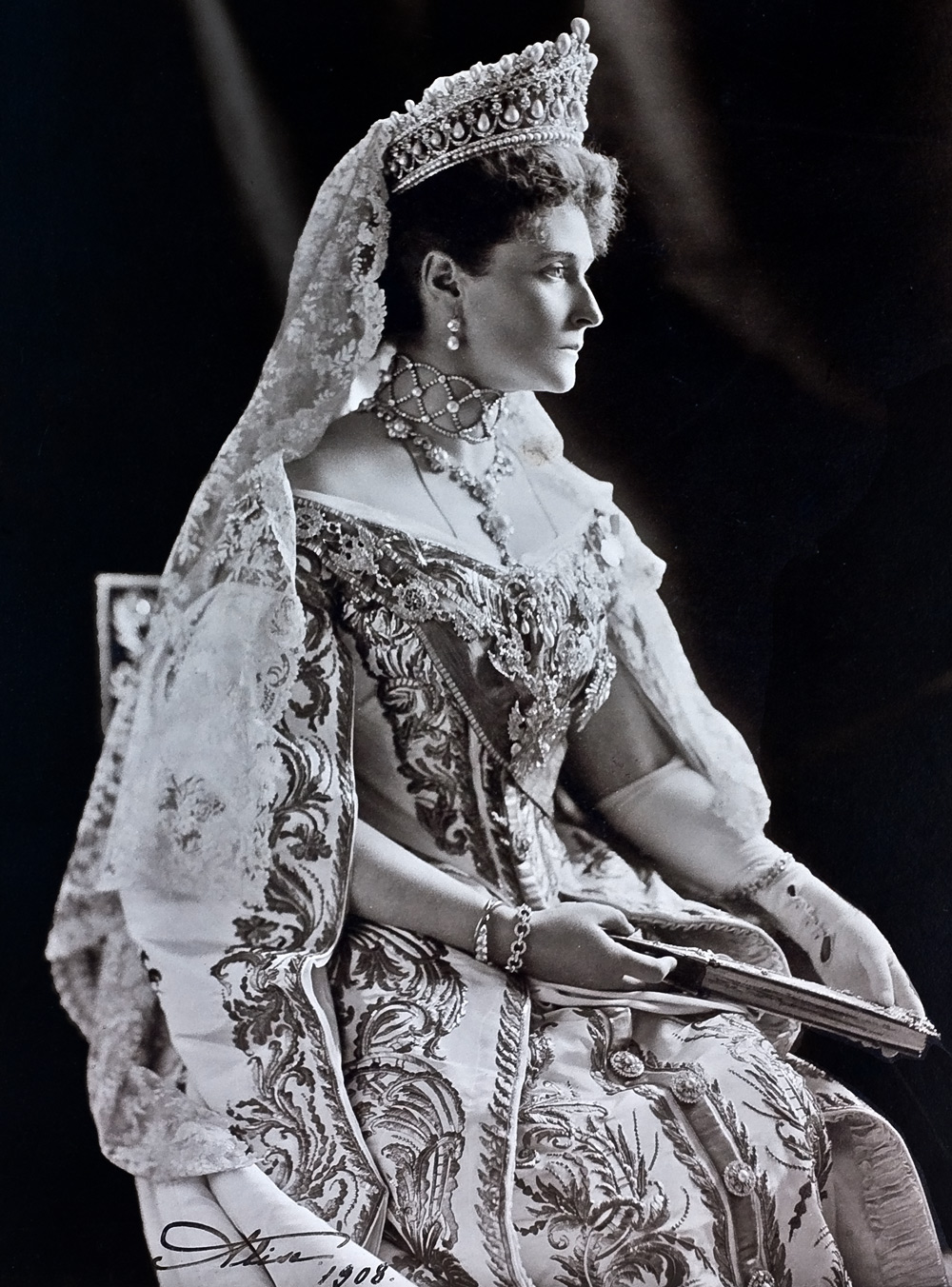
L'impératrice Alexandra.
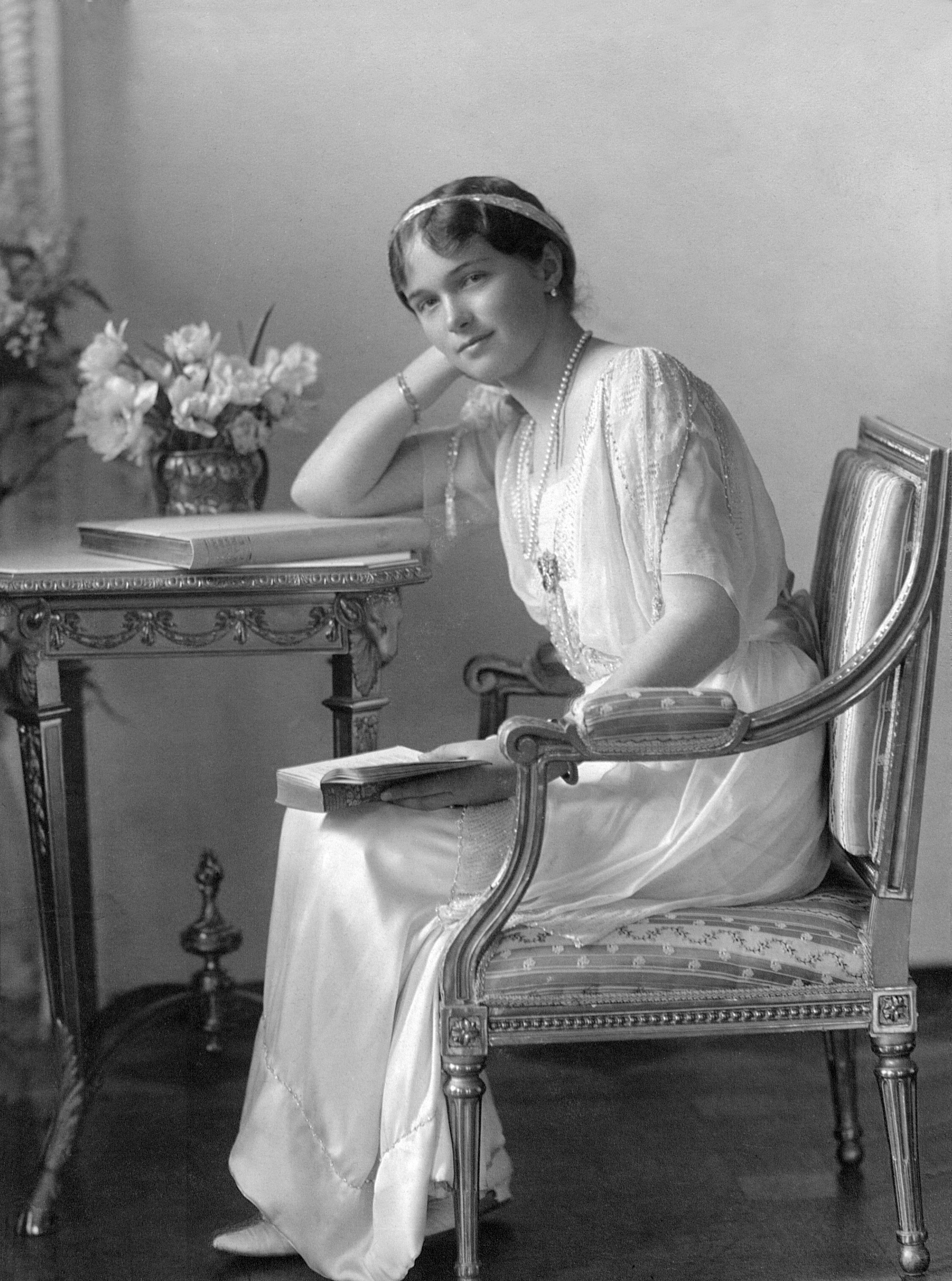
La grande-duchesse Olga.
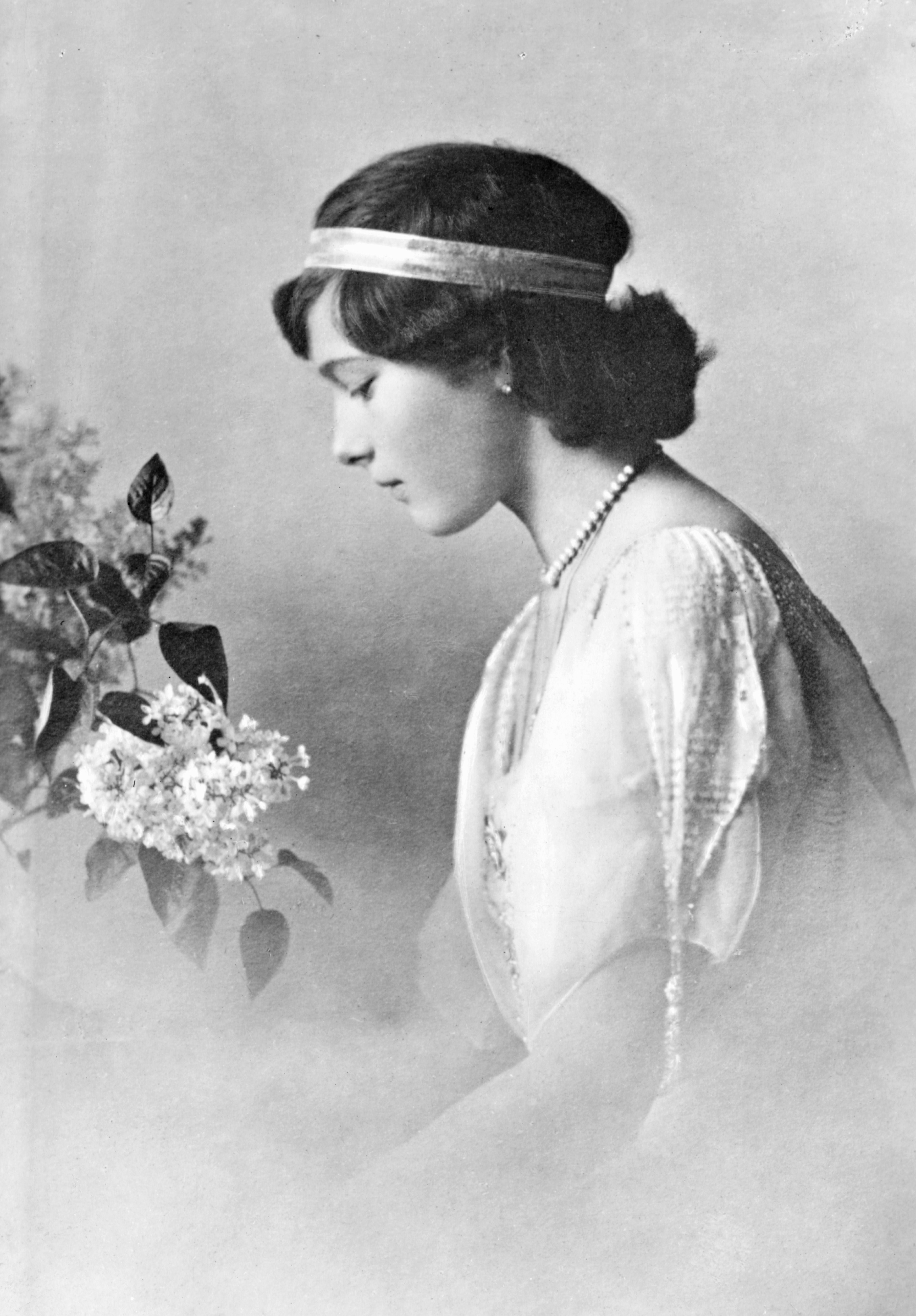
La grande-duchesse Tatiana.
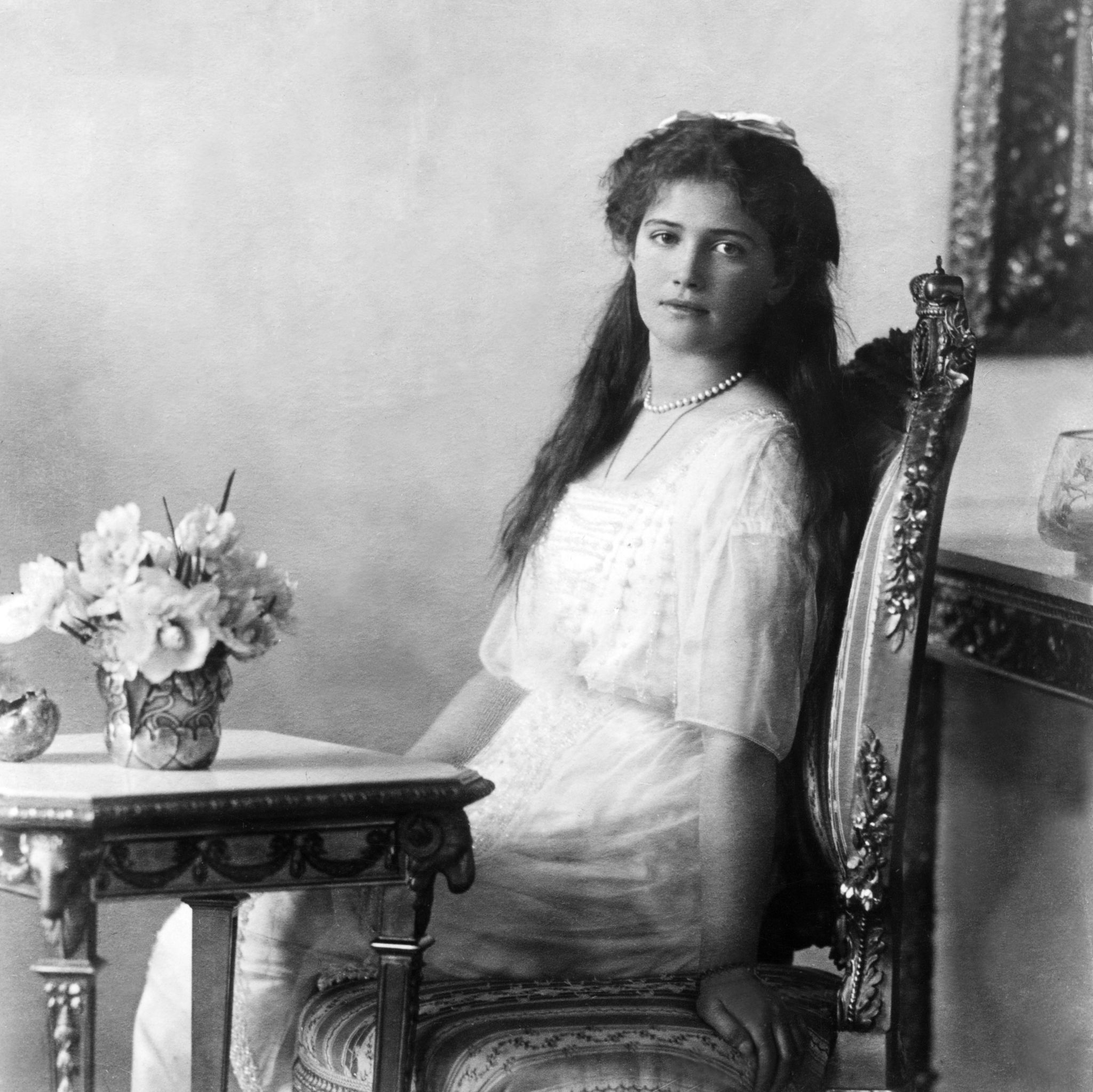
La grande-duchesse Maria.
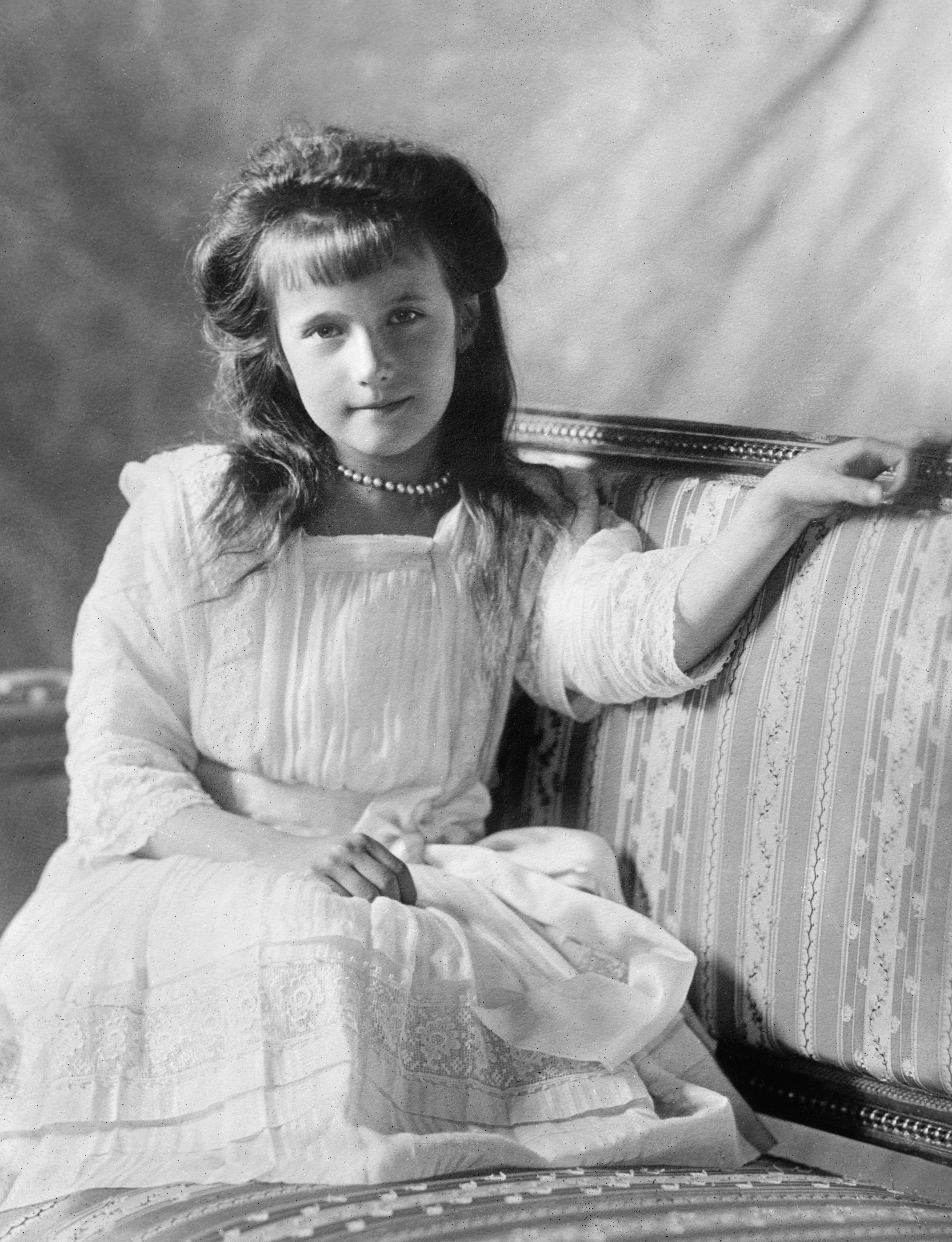
La grande-duchesse Anastasia.
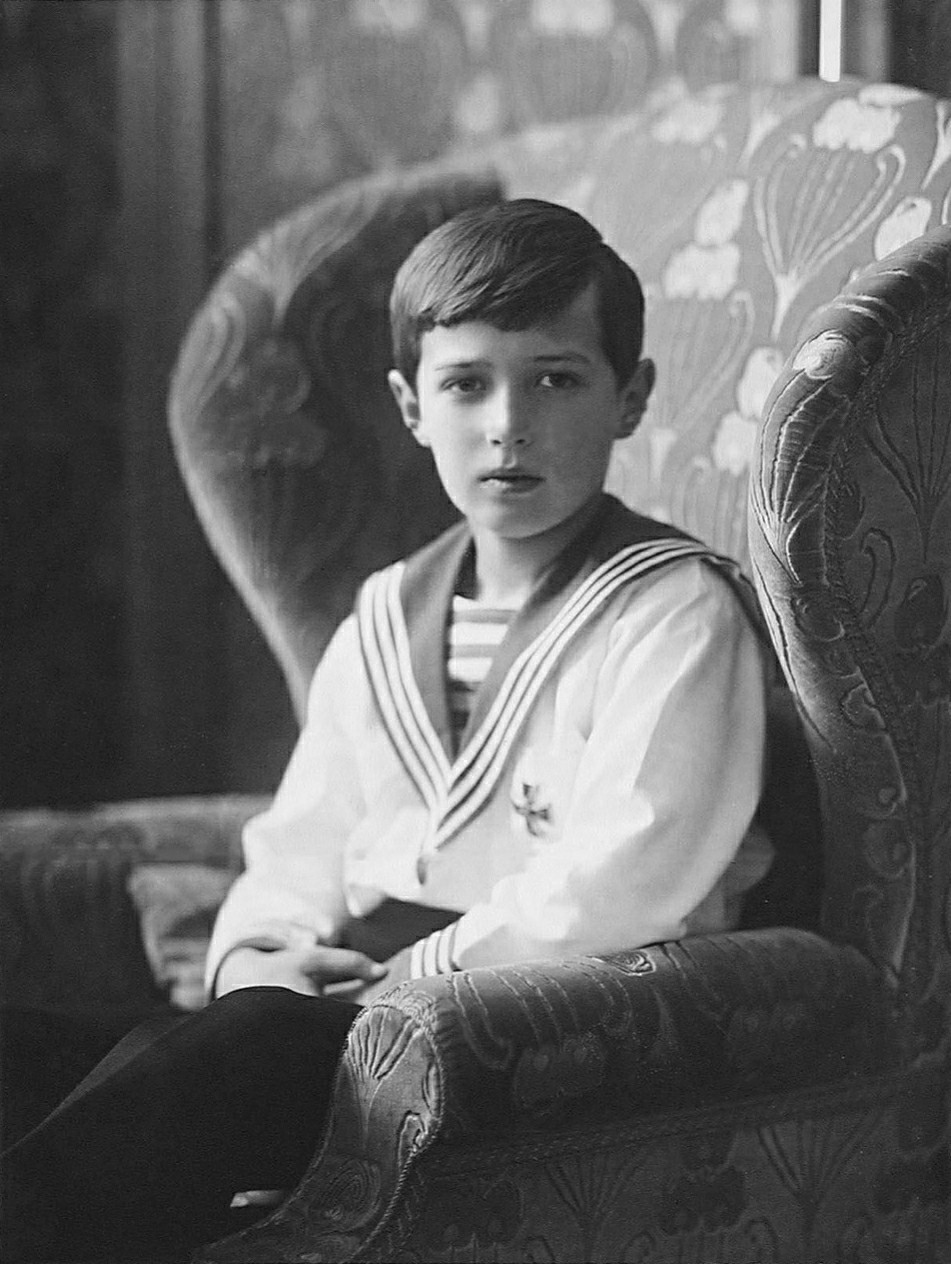
Le tsarévitch Alexis.
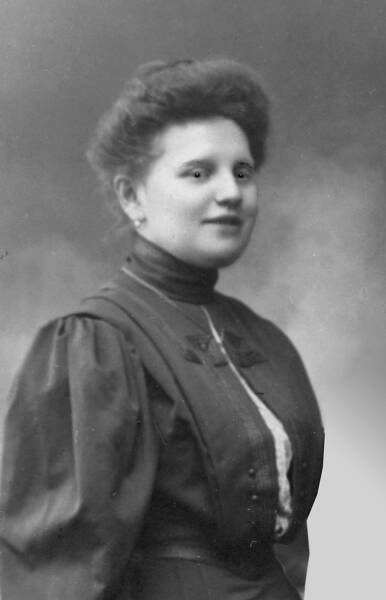
Anna Stepanovna Demidova.
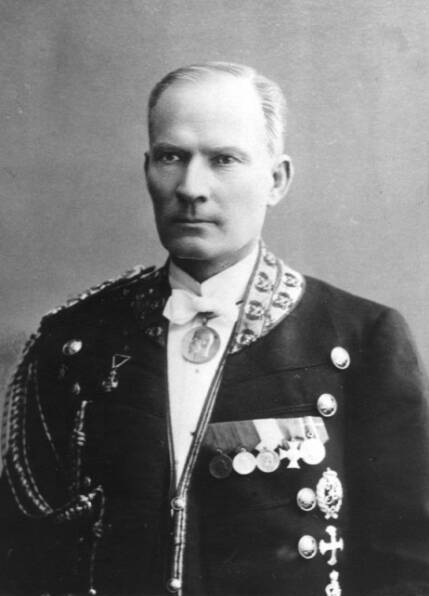
Alexeï Egorovitch Trupp.
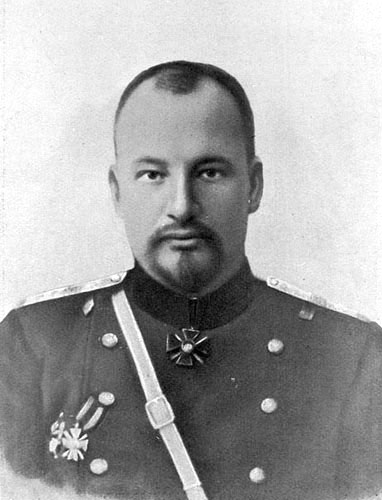
Le docteur Botkine.
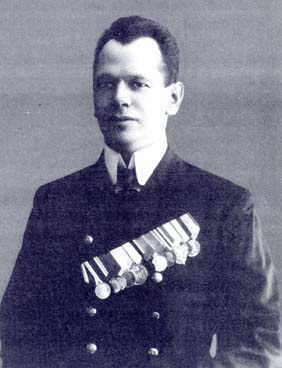
Le cuisinier Kharitonov.